# 克里斯蒂安·圖勒森·達爾
克里斯蒂安·圖勒森·達爾（丹麥語：Kristian Thulesen Dahl；1969年7月30日—），是丹麥的的政治家，自2012年接替皮娅·凯斯高出任丹麥人民黨主席。從1994年起，他就一直是丹麥國民議會的議員；同時他也是一位丹尼布洛騎士。

## 外部連結
- 丹麥人民黨網站克里斯蒂安·圖勒森·達爾的個人資料